# 바크라 댐

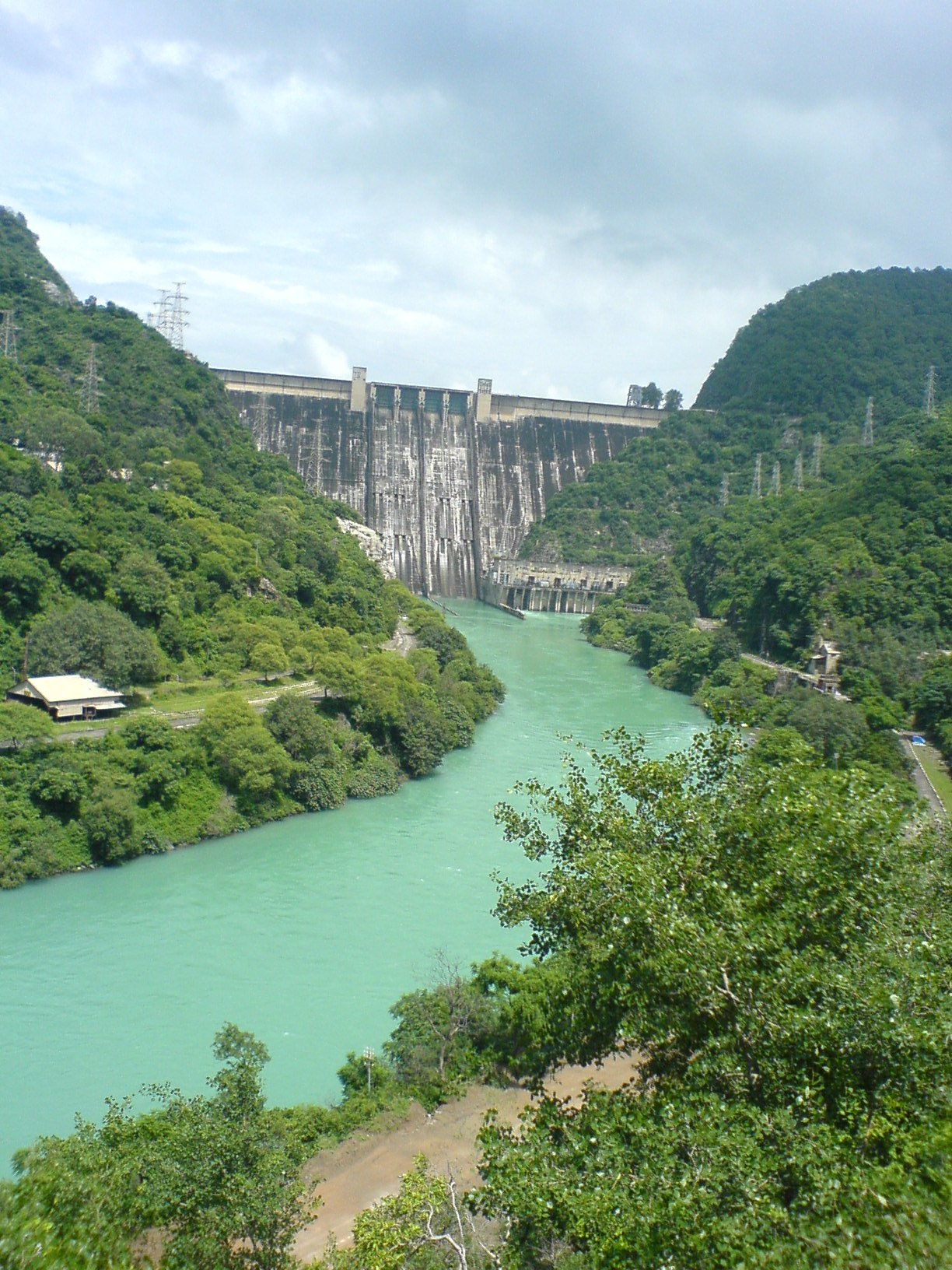
바크라 댐

바크라 댐(Bhakra Dam)은 인도 히마찰프라데시주 남서부 수틀레지강에 있는 콘크리트 중력댐으로, 바크라 댐에 의해 고빈드사가르호(Gobind Sagar reservoir)가 생겼다. 바크라 댐과 멀지 않은 곳에 있는 난갈댐(Nangal Dam, 펀자브주 소재)과 더불어 바크라-난갈 댐으로도 불린다.
높이는 226m, 길이는 518.25m, 폭은 9.1m다. 폭이 90km인 고빈드사가르호는 저수량 기준으로 마디아프라데시주 인디라사가르 댐, 텔랑가나주 나가르주나사가르 댐(Nagarjunasagar Dam)에 이어 인도에서는 3위다.